# Bob ai XXIII Giochi olimpici invernali - Bob a quattro maschile
Nel bob ai XXIII Giochi olimpici invernali la gara del bob a quattro maschile si è disputato nelle giornate del 24 e 25 febbraio nella località di Daegwallyeong sulla pista dell'Alpensia Sliding Centre.

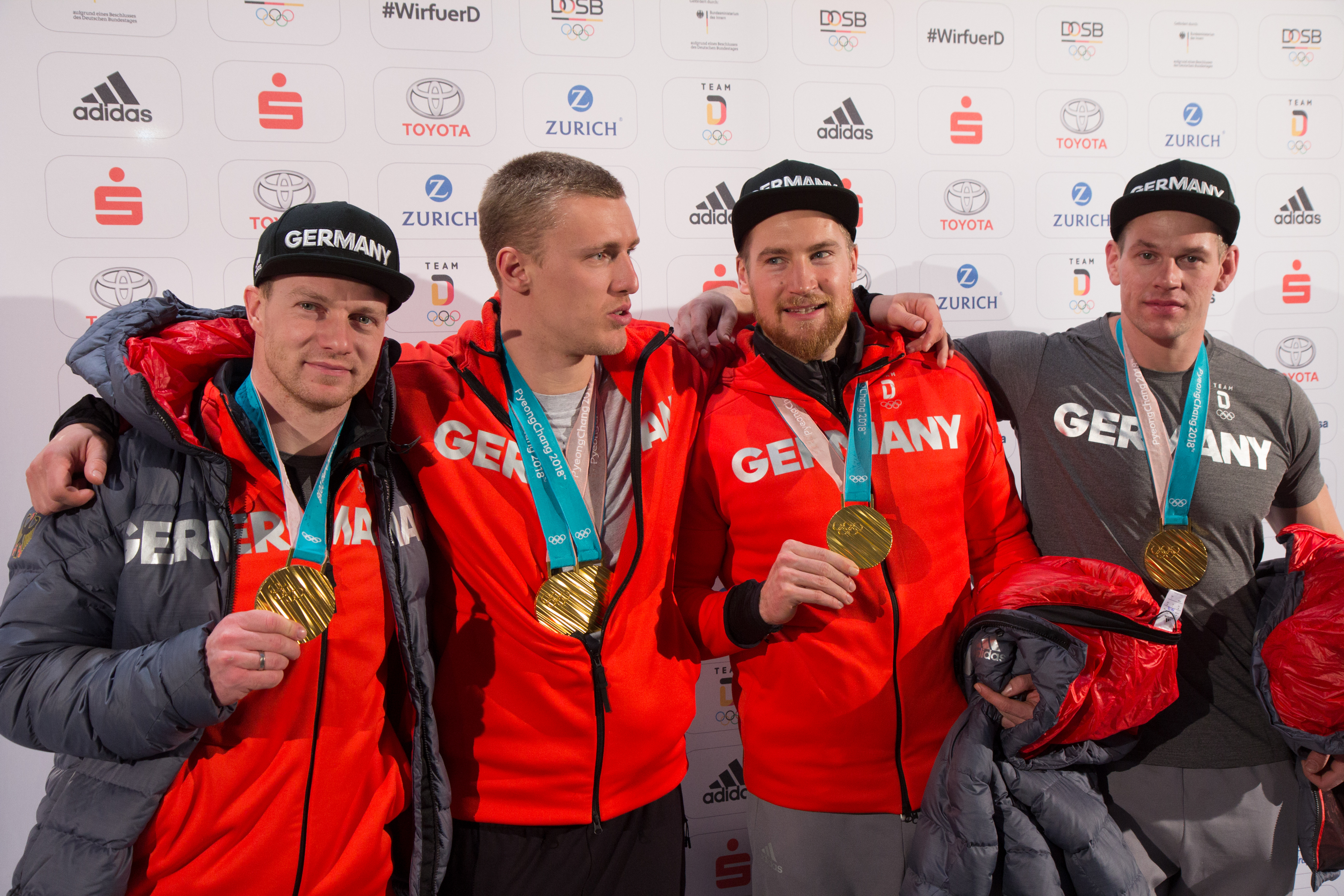
Il quartetto tedesco composto da Friedrich, Margis, Grothkopp e Bauer, medaglia d'oro

Il titolo olimpico uscente era vacante, poiché il quartetto russo composto da Aleksandr Zubkov, Dmitrij Trunenkov, Aleksej Negodajlo e Aleksej Voevoda, vincitore nell'edizione di Soči 2014, era stato squalificato dal Comitato Olimpico Internazionale, che aveva accertato una violazione delle normative antidoping in seguito allo scandalo doping della delegazione russa ai Giochi di Soči, annullando i risultati ottenuti dai quattro bobbisti russi. Al secondo posto si era piazzata la compagine lettone formata da Oskars Melbārdis, Arvis Vilkaste, Daumants Dreiškens e Jānis Strenga e al terzo quella statunitense costituita da Steven Holcomb, Steven Langton, Curtis Tomasevicz e Christopher Fogt.

## Sistema di qualificazione
In base a quanto previsto dal regolamento di qualificazione ai Giochi, potevano partecipare alla competizione al massimo 30 equipaggi suddivisi secondo le seguenti quote: 3 nazioni potevano schierare tre equipaggi, 6 nazioni potevano schierarne due e altre 5 soltanto uno. I rimanenti tre posti erano riservati eventualmente ai continenti che non avevano una rappresentativa inclusa nella graduatoria dei primi 26 equipaggi di cui sopra, inoltre venne garantito un posto per una compagine sudcoreana, in qualità di nazione ospitante i Giochi.
Tenendo conto di questo sistema di selezione, la quota dei piloti schierabili da ogni comitato olimpico nazionale venne calcolata in base alla graduatoria dell'IBSF Ranking (classifica a punti comprendente le gare di Coppa del Mondo, Coppa Europa e Coppa Nordamericana, con pesi differenti) al 14 gennaio 2018. Eventuali ulteriori posti avanzati sarebbero stati assegnati scorrendo il suddetto Ranking IBSF. La scelta degli atleti veri e propri era tuttavia a discrezione di ogni comitato nazionale, a patto che essi soddisfacessero determinati requisiti di partecipazione a gare internazionali disputatesi nella stagione pre-olimpica e sino al 14 gennaio 2018.

### Equipaggi qualificati
Il 22 gennaio 2018 la IBSF diramò i comunicati ufficiali in merito ai 30 equipaggi qualificati ai Giochi. Le rappresentative dei Paesi Bassi e della Slovacchia, che avevano qualificato un equipaggio ciascuna, rinunciarono a partecipare alla competizione e pertanto le loro quote vennero riassegnate a Romania e Polonia.
Differente invece era la situazione della squadra russa, che in base ai criteri di qualificazione aveva diritto a schierare due equipaggi, ma poiché il CIO aveva squalificato il loro comitato olimpico a causa delle vicende relative al doping di Stato venute alla luce negli ultimi anni, la partecipazione degli atleti venne garantita, sotto le insegne olimpiche, a tutti coloro che avevano rispettato una serie di rigidi criteri e che risultarono al di sopra di qualunque sospetto doping da parte di una apposita commissione del CIO stesso; conseguentemente a ciò, in data 28 gennaio 2018, il Comitato Olimpico Russo decise di portare in gara un solo equipaggio. La quota non venne riassegnata ad alcuno in quanto la Serbia rinunciò mentre il Principato di Monaco e l'Argentina non avevano adempiuto ai criteri di qualificazione, per cui si ebbero soltanto 29 compagini in gara.
- Nazioni con tre equipaggi:  Germania,  Canada e  Stati Uniti.
- Nazioni con due equipaggi:  Lettonia,  Gran Bretagna,  Austria,  Svizzera e  Rep. Ceca.
- Nazioni con un equipaggio:  Atleti Olimpici dalla Russia,  Francia,  Brasile,  Italia,  Cina,  Croazia,  Corea del Sud[10],  Australia[11],  Romania[12] e  Polonia[12].

## Record del tracciato
Prima della manifestazione i record del tracciato dell'Alpensia Sliding Centre erano i seguenti:
| Partenza | 4"87  | Oskars Ķibermanis / Jānis Jansons / Matīss Miknis / Raivis Zīrups Lettonia           | 19 marzo 2017 |
| Pista    | 49"97 | Aleksandr Kas'janov / Aleksej Puškarëv / Vasilij Kondratenko / Aleksej Zajcev Russia | 19 marzo 2017 |

Durante la competizione sono stati battuti i seguenti record:
| Record   | Data        | Evento   | Atleta                                                                 | Nazione  | Tempo |
| -------- | ----------- | -------- | ---------------------------------------------------------------------- | -------- | ----- |
| Pista    | 24 febbraio | manche 1 | Francesco Friedrich / Candy Bauer / Martin Grothkopp / Thorsten Margis | Germania | 48"54 |
| Partenza | 24 febbraio | manche 1 | Justin Kripps / Jesse Lumsden / Alexander Kopacz / Oluseyi Smith       | Canada   | 4"82  |
| Partenza | 25 febbraio | manche 4 | Justin Kripps / Jesse Lumsden / Alexander Kopacz / Oluseyi Smith       | Canada   | 4"80  |

## Classifica di gara
| Pos.          | Nazione                                               | Atleti                                                                                   | 1ª manche  | 2ª manche | 3ª manche | 4ª manche | Totale  | Distacco |
| ------------- | ----------------------------------------------------- | ---------------------------------------------------------------------------------------- | ---------- | --------- | --------- | --------- | ------- | -------- |
|               | Germania                                              | Francesco Friedrich Candy Bauer Martin Grothkopp Thorsten Margis                         | 48"54 (TR) | 49"01     | 48"76     | 49"54     | 3'15"85 |          |
|               | Germania                                              | Nico Walther Kevin Kuske Alexander Rödiger Eric Franke                                   | 48"74      | 49"16     | 48"90     | 49"58     | 3'16"38 | +0"53    |
| Corea del Sud | Won Yun-jong Jun Jung-lin Seo Young-woo Kim Dong-hyun | 48"65                                                                                    | 49"19      | 48"89     | 49"65     | 3'16"38   | +0"53   |          |
| 4             | Svizzera                                              | Rico Peter Thomas Amrhein Simon Friedli Michael Kuonen                                   | 49"05      | 49"16     | 48"87     | 49"51     | 3'16"59 | +0"74    |
| 5             | Lettonia                                              | Oskars Melbārdis Daumants Dreiškens Arvis Vilkaste Jānis Strenga                         | 48"82      | 49"39     | 48"91     | 49"53     | 3'16"65 | +0"80    |
| 6             | Canada                                                | Justin Kripps Jesse Lumsden Alexander Kopacz Oluseyi Smith                               | 48"85      | 49"28     | 48"95     | 49"61     | 3'16"69 | +0"84    |
| 7             | Austria                                               | Benjamin Maier Kilian Walch Markus Sammer Dănuț Ion Moldovan                             | 49"10      | 49"21     | 49"03     | 49"56     | 3'16"90 | +1"05    |
| 8             | Germania                                              | Johannes Lochner Christian Poser Christopher Weber Christian Rasp                        | 48"95      | 49"26     | 49"10     | 49"80     | 3'17"11 | +1"26    |
| 9             | Stati Uniti                                           | Codie Bascue Evan Weinstock Steven Langton Samuel McGuffie                               | 49"09      | 49"26     | 49"08     | 49"77     | 3'17"28 | +1"43    |
| 10            | Lettonia                                              | Oskars Ķibermanis Jānis Jansons Helvijs Lūsis Matīss Miknis                              | 49"18      | 49"26     | 49"34     | 49"63     | 3'17"41 | +1"56    |
| 11            | Francia                                               | Loïc Costerg Vincent Ricard Vincent Castell Dorian Hauterville                           | 49"09      | 49"36     | 49"19     | 49"92     | 3'17"56 | +1"71    |
| 12            | Canada                                                | Nick Poloniato Cameron Stones Joshua Kirkpatrick Ben Coakwell                            | 49"40      | 49"23     | 49"51     | 49"67     | 3'17"81 | +1"96    |
| 13            | Polonia                                               | Mateusz Luty Arnold Zdebiak Łukasz Miedzik Grzegorz Kossakowski                          | 49"04      | 49"59     | 49"46     | 49"80     | 3'17"89 | +2"04    |
| 14            | Svizzera                                              | Clemens Bracher Alain Knuser Martin Meier Fabio Badraun                                  | 49"06      | 49"54     | 49"59     | 49"72     | 3'17"91 | +2"06    |
| 15            | Atleti Olimpici dalla Russia                          | Maksim Andrianov Aleksej Zajcev Vasilij Kondratenko Ruslan Samitov                       | 49"43      | 49"39     | 49"56     | 49"56     | 3'17"94 | +2"09    |
| 16            | Canada                                                | Christopher Spring Lascelles Brown Bryan Barnett Neville Wright                          | 49"06      | 49"54     | 49"46     | 49"86     | 3'17"96 | +2"11    |
| 17            | Gran Bretagna                                         | Brad Hall Nick Gleeson Joel Fearon Gregory Cackett                                       | 49"25      | 49"68     | 49"64     | 49"69     | 3'18"26 | +2"41    |
| 18            | Gran Bretagna                                         | Lamin Deen Ben Simons Toby Olubi Andrew Matthews                                         | 49"44      | 49"45     | 49"66     | 49"74     | 3'18"29 | +2"44    |
| 19            | Stati Uniti                                           | Nick Cunningham Hakeem Abdul-Saboor Christopher Kinney Samuel Michener                   | 49"60      | 49"50     | 49"74     | 49"70     | 3'18"54 | +2"69    |
| 20            | Stati Uniti                                           | Justin Olsen Nathan Weber Carlo Valdes Christopher Fogt                                  | 49"62      | 49"71     | 49"66     | 49"56     | 3'18"55 | +2"70    |
| 21            | Rep. Ceca                                             | Dominik Dvořák Jaroslav Kopřiva Jan Šindelář Jakub Nosek                                 | 49"07      | 49"97     | 50"05     | NQ        | 2'29"09 | -        |
| 22            | Austria                                               | Markus Treichl Markus Glück Marco Rangl Ekemini Bassey                                   | 49"73      | 49"83     | 49"68     | NQ        | 2'29"24 | -        |
| 23            | Brasile                                               | Edson Bindilatti Odirlei Pessoni Edson Ricardo Martins Rafael Souza da Silva             | 49"75      | 49"94     | 49"80     | NQ        | 2'29"49 | -        |
| 24            | Rep. Ceca                                             | Jan Vrba Jan Stokláska Dominik Suchý David Egydy                                         | 49"73      | 49"81     | 50"05     | NQ        | 2'29"59 | -        |
| 25            | Australia                                             | Lucas Mata David Mari Lachlan Reidy Hayden Smith                                         | 49"72      | 49"91     | 50"07     | NQ        | 2'29"70 | -        |
| 26            | Cina                                                  | Shao Yujin Wang Sidong Li Chunjian Shi Hao                                               | 49"79      | 50"01     | 49"94     | NQ        | 2'29"74 | -        |
| 27            | Italia                                                | Simone Bertazzo Simone Fontana Francesco Costa Lorenzo Bilotti                           | 49"92      | 49"94     | 50"02     | NQ        | 2'29"88 | -        |
| 28            | Croazia                                               | Dražen Silić Benedikt Nikpalj Mate Mezulić Antonio Zelić                                 | 50"18      | 50"64     | 50"63     | NQ        | 2'31"45 | -        |
| 29            | Romania                                               | Dorin Alexandru Grigore Paul-Septimiu Muntean Florin Cezar Crăciun Levente Andrei Bartha | 50"55      | 50"79     | 50"81     | NQ        | 2'32"15 | -        |

Data: Sabato 24 febbraio 2018

Ora locale 1ª manche: 09:30

Ora locale 2ª manche: 12:00

Data: Domenica 25 febbraio 2018

Ora locale 3ª manche: 09:30

Ora locale 4ª manche: 12:30

Pista: Alpensia Sliding Centre 

Legenda:
- NQ = non qualificati per la quarta manche
- DNS = non partiti (did not start)
- DNF = prova non completata (did not finish)
- DSQ = squalificati (disqualified)
- Pos. = posizione
- in grassetto: miglior tempo di manche